# Дешалыт, Ефим Исаакович
Ефим Исаакович Дешалыт (24 октября 1921, Москва — 6 апреля 1996, там же) — советский художник, мастер-создатель диорам, глава и основатель одной из двух основных школ советского диорамного искусства. Создатель Мастерской диорамного искусства (1972). Народный художник РСФСР (1978).

## Биография
Участник Великой Отечественной войны — красноармеец 38-го стрелкового полка 13-й Московской стрелковой дивизии народного ополчения (Ростокинского района). В 1943 году окончил Всероссийский государственный институт кинематографии как художник-постановщик фильмов. На студии Моснаучфильм создал изобразительный ряд более, чем в двадцати научно-популярных картинах.
С 1955 года занимался созданием диорам и панорам для музеев и выставок, в том числе советских национальных выставок за рубежом и международных ярмарок. Первыми опытами Ефима Дешалыта стали ещё небольшие диорамы для павильонов Выставки достижений народного хозяйства СССР.
Всего коллективами под руководством Ефима Дешалыта было создано не менее 83 предметно-живописных композиций на различные темы, в первую очередь исторические и батальные. Фотографии некоторых из них собраны в авторском альбоме Е. И. Дешалыта «Панорамы Родины», выпущенном в 1979 году издательством «Изобразительное искусство».
Похоронен на Донском кладбище.

## Творчество
Наиболее величественной предметно-живописной композицией Ефима Дешалыта стала знаменитая диорама «Москва — столица СССР», созданная в 1977 году для выставки, посвящённой 60-летию Октября, в Лос-Анджелесе. Макет центра Москвы, наблюдаемого со стороны Кремлёвской набережной, в масштабе 1:75 имеет общую площадь живописной и предметной частей более 300 квадратных метров, снабжён осветительными эффектами и звуковым сопровождением. Разборная диорама объехала Соединённые Штаты Америки, несколько стран Европы, экспонировалась на Выставке достижений народного хозяйства. В настоящее время размещена в холле гостиницы «Украина» в Москве.
Другие крупнейшие диорамы
- «Героическая Красная Пресня», 1955 год (реконструирована автором в 1977—1982 годах), — Историко-мемориальный музей «Пресня»[3].
- «Штурм Зимнего дворца», 1957 год, — Государственный центральный музей современной истории России[4]. В настоящее время диорама снята с экспозиции и хранится в фондах музея.
- «Старый и новый Ереван» для павильона всесоюзной сельскохозяйственной выставки «Армянская ССР», 1958 год. Диорама удостоилась лестной оценки Народного художника Армении Мартироса Сарьяна[5].
- «Бои за Багратионовы флеши», 1962 год, — музей-заповедник Бородино[6].
- «Освобождение Кривого Рога от немецко-фашистских захватчиков» (22 февраля 1944 года), 1968 год — Криворожский историко-краеведческий музей, сейчас на Украине[7].
- «Героическая оборона Старой Рязани от монголо-татарских войск в 1237 г.», 1969 год — Рязанский историко-архитектурный музей-заповедник «Рязанский кремль».
- две диорамы «Симбирск 1870 года» (Стрелецкая улица и Московская улица), 1970 год, — Ульяновский музей-мемориал В. И. Ленина.
- «Штурм Владимира войском хана Батыя 7 февраля 1238 года», 1972 год, — Владимиро-Суздальский музей-заповедник, военно-историческая экспозиция в Золотых воротах[8].
- «Последний бой Чапаева», 1973 год, — Уральский краеведческий музей, сейчас в Казахстане.
- «Всеобщая стачка Иваново-вознесенских рабочих в мае 1905 года», 1975 год — Ивановский областной краеведческий музей[9]. В настоящее время демонтирована.
- «Победа под Москвой», 1981 год, — экспонировалась на выставке в московском Манеже, посвящённой 40-летию сражения.
- «Театральная площадь 70-х годов XIX века», 1986 год, — Дом-музей М. Н. Ермоловой.
- «Сражение за Малоярославец в октябре 1812 года», 1987 год, — Малоярославецкий военно-исторический музей 1812 года[10].

Интересен ряд небольших диорамных композиций природно-ландшафтного характера, созданных под руководством Е. И. Дешалыта для Биологического музея имени К. А. Тимирязева в Москве: как общего плана — «Птичий базар», «Смешанный лес», «Песчаная пустыня», так и камерные («Тетеревиный ток»). Для их создания сотрудники музея выезжали в природные заповедники соответствующей климатической зоны, в том числе на Баренцево море и в пустыню Каракумы.
К сожалению, ряд грандиозных планов художника остались нереализованными: «Штурм Московского Кремля в 1917 году», «Героический подвиг 13-й погранзаставы под командованием лейтенанта А. В. Лопатина в июне-июле 1941 года» для музея пограничных войск, «Оборона Брестской крепости» для Центрального музея Великой Отечественной войны в Москве.
Творчество Ефима Дешалыта характеризуется возросшей ролью предметной части диорамы, наличием в её композиции множества человеческих фигур. При создании масштабных произведений художник изучал архивные документы, с точностью воссоздавая по ним ландшафт (зачастую сильно изменившийся к моменту создания произведения), униформу, экипировку участников и даже погоду в день исторического события. Одежда на ростовых фигурах была специально пошита и обрабатывалась, чтобы не выглядеть новой. Будучи по образованию художником-постановщиком кинофильмов, Дешалыт стал первопроходцем в области звукового (текстового и музыкального) и светодинамического сопровождения диорам.
Ефим Дешалыт — автор множества живописных работ: натюрмортов, портретов. Эскизы, создаваемые художником для живописной части диорам, зачастую являлись полноценными картинами на ту же тему. В то же время Дешалыт много ездил по Советскому Союзу и странам Европы, создавая классические пейзажи. В московских пейзажах кисти художника запечатлены многие ныне несохранившиеся уголки и здания центра столицы. Критики отмечают точность городских видов, сочетающуюся, тем не менее, с умением отобразить «дух ушедшего времени», тонкостью колористического решения полотен.